# 張麗玉
張麗玉（1969年—）是一位台灣社會工作者和大學教授，宜蘭縣人。1986年畢業於蘭陽女中，大學就讀國立中興大學社會學系，畢業後進入臺大醫院擔任社工16年，之後再取得國立暨南國際大學社會工作碩士及博士。現任職於國立屏東科技大學社會工作系副教授。曾獲得89年度十大傑出女青年獎、立法院厚生會84年度醫療團隊奉獻獎、台大醫院88年度服務優良人員獎、86年特殊工作獎和86年度工作辛勞獎。

## 外部連結
- http://oar.npust.edu.tw/users/張麗玉%5B%5D
- 教師號召 成立台灣世界愛滋快樂聯盟 （页面存档备份，存于）
- 十大傑出女青年張麗玉 籌建愛滋快樂家園 （页面存档备份，存于）